# Alfons Schepers
Alfons Schepers (Neerlinter, Linter, 27 d'agost de 1907 - Tienen, 1 de desembre de 1984) va ser un ciclista belga que fou professional entre 1931 i 1938.
Durant la seva carrera esportiva aconseguí una trentena de victòries, entre elles tres Lieja-Bastogne-Lieja, un Tour de Flandes, una París-Niça, tres etapes a la Volta a Espanya i una al Tour de França.

## Palmarès
- 1929
  - 1r a la Lieja-Bastogne-Lieja
  - 1r del Circuit de Lieja
  - 1r del Gran Premi de Thisnes
  - 1r del Premi d'Oplinter
- 1930
  - 1r del Tour de Flandes dels independents
- 1931
  -  Campió de Bèlgica en ruta
  -  Campió de Bèlgica de contrarellotge per equips
  - 1r a la Lieja-Bastogne-Lieja
- 1932
  - 1r a la París-Belfort
  - 1r al Circuit de Morbihan
- 1933
  - 1r del Tour de Flandes
  - 1r de la París-Niça i vencedor d'una etapa
  - 1r del Critèrium de Ginebra
  - 1r del Critèrium de Torí
  - Vencedor d'una etapa al Tour de França
  - Vencedor d'una etapa de la París-Saint Étienne
- 1934
  - 1r a la París-Rennes
  - Vencedor d'una etapa de la París-Niça
- 1935
  - 1r a la Lieja-Bastogne-Lieja
- 1936
  - Vencedor de 3 etapes a la Volta a Espanya
- 1937
  - 1r a la Volta a Limburg

### Resultats al Tour de França
- 1931. 18è de la classificació general
- 1932. Abandona (15a etapa)
- 1933. 18è de la classificació general. Vencedor d'una etapa
- 1934. Abandona (6a etapa)

### Resultats a la Volta a Espanya
- 1936. 7è de la classificació general. Vencedor de 3 etapes

### Resultats al Giro d'Itàlia
- 1937. Abandona (7a etapa)